# هربرت أ. بارتولوميو
هربرت أ. بارتولوميو هو سياسي أمريكي، ولد في 3 نوفمبر 1871، وتوفي في 26 أكتوبر 1956 في غلينز فولز في الولايات المتحدة. نشط حزبياً في الحزب الجمهوري. وقد انتخب عضو جمعية ولاية نيويورك ‏.